# Kim Jung-sook
Kim Jung-sook (tiếng Hàn Quốc: 김정숙, Hanja: 金正淑, Hán-Việt: Kim Chính Thục, sinh ngày 15 tháng 11 năm 1955) là một nữ ca sĩ nhạc cổ điển người Hàn Quốc. Bà là Đệ nhất Phu nhân Hàn Quốc đồng thời là vợ của ông Moon Jae-in, Tổng thống thứ 12 của quốc gia này.

## Tổng quan
Bà Kim có bằng cử nhân nghệ thuật về thanh nhạc tại Đại học Kyung Hee, nơi bà gặp gỡ ông Moon khi ấy đang theo học khoa Luật.
Bà Kim được công chúng Hàn Quốc đặt cho biệt danh Phu nhân vui vẻ vì tính cách thân thiện của bà.
Bà Kim gặp người chồng tương lai của mình trong thời gian những năm học đại học của họ tại Đại học Kyung Hee. Mối quan hệ của họ bắt đầu phát triển, sau khi bà giúp đỡ ông Moon thoát khỏi hơi cay của lực lượng cảnh sát trong một cuộc biểu tình chống lại nhà độc tài Park Chung-hee.
Moon và Kim kết hôn vào năm 1981 sau khi bà chủ động cầu hôn ông - hành động được đánh giá là khá hiếm gặp ở Hàn Quốc khi ấy.
Bà Kim chính thức trở thành Đệ nhất Phu nhân Đại Hàn Dân Quốc vào lễ nhậm chức của chồng bà là Tổng thống Moon Jae-in vào ngày 10 tháng 5 năm 2017.